# Pedro Calderón de la Barca

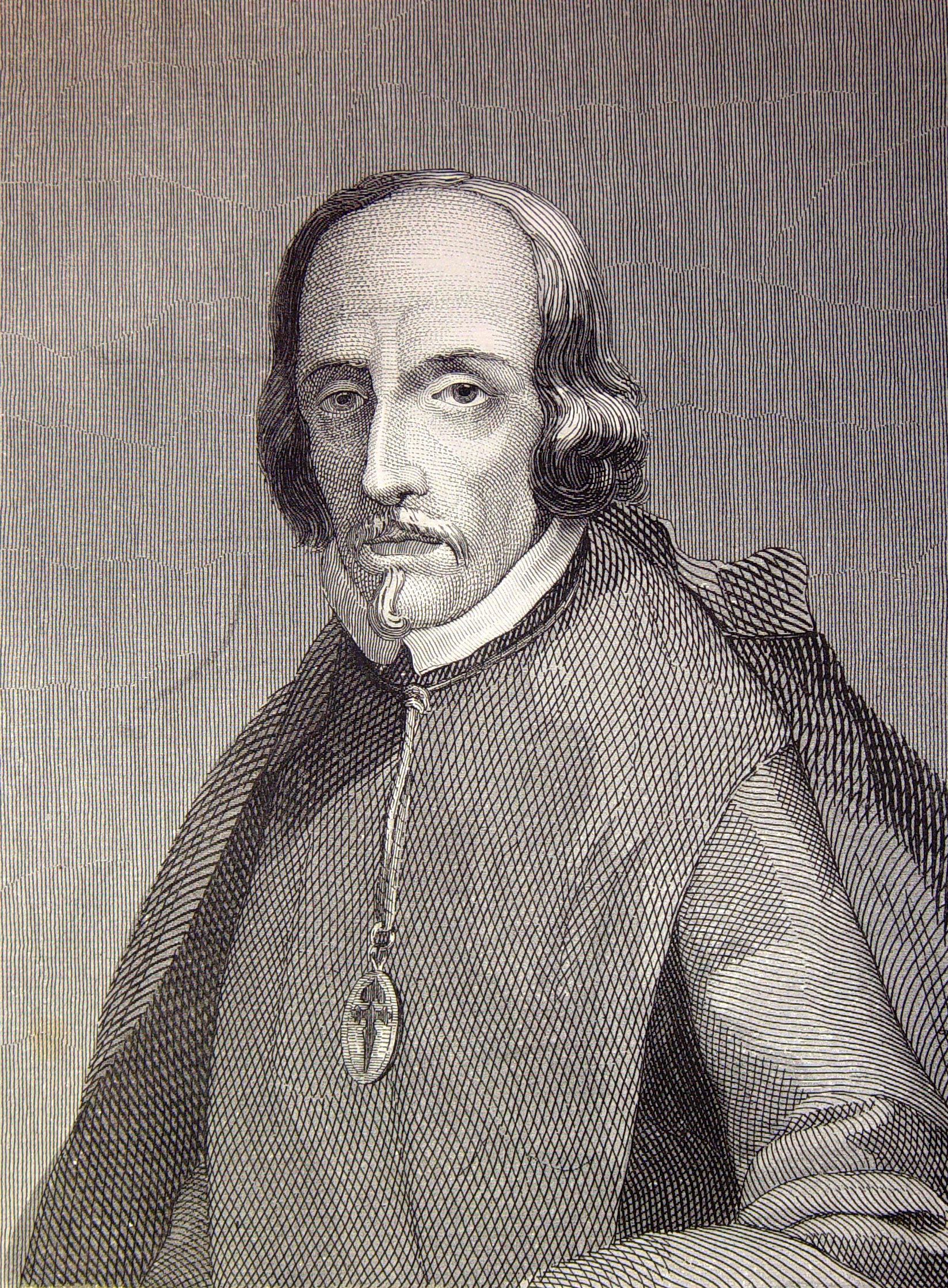
Pedro Calderón de la Barca

Pedro Calderón de la Barca y Barreda González de Henao Ruiz de Blasco y Riaño (* 17. Januar 1600 in Madrid; † 25. Mai 1681 ebenda) war ein spanischer Dichter und Dramatiker.

## Biografie
Pedro Calderón de la Barca stammte aus einer spanischen Adelsfamilie. Sein Vater hatte das Amt eines Schatzmeisters am spanischen Hof inne. Er verlor jedoch seine Eltern relativ früh: Seine Mutter, die aus den Spanischen Niederlanden aus Mons/Hennegau stammte (daher der Namenszusatz Henao), starb bereits 1610. Sein Vater verschied nur fünf Jahre später. Calderón besuchte von 1609 bis 1614 das Jesuitenkolleg in Madrid. Er sollte Priester werden, aber schon in dieser Zeit begann er, sich mit Literatur zu beschäftigen. Er setzte seine Ausbildung mit einem Jurastudium an der Universität Alcalá de Henares und der Universität Salamanca fort, brach es jedoch 1620 ab, um Soldat bei der Marineinfanterie zu werden.
Er nahm 1620 bis 1622 mit Erfolg an einem Literaturwettbewerb teil, der zu Ehren von St. Isidor in Madrid abgehalten wurde. Lope de Vega, der der Organisator dieses Wettbewerbs war, schrieb: „Ein Preis wurde an Don Pedro Calderón vergeben, der in seinem Alter Lorbeeren gewinnt, welche die Zeit nur ergrautem Haare zu geben pflegt.“
Über die folgenden Jahre in Calderóns Leben gibt es zwei verschiedene Versionen:
- Nach seinem Biographen Diego Juan de Vera Tassis y Villarroel soll er von 1625 bis 1635 in der spanischen Armee gedient haben und als Soldat in Flandern und Italien gewesen sein.

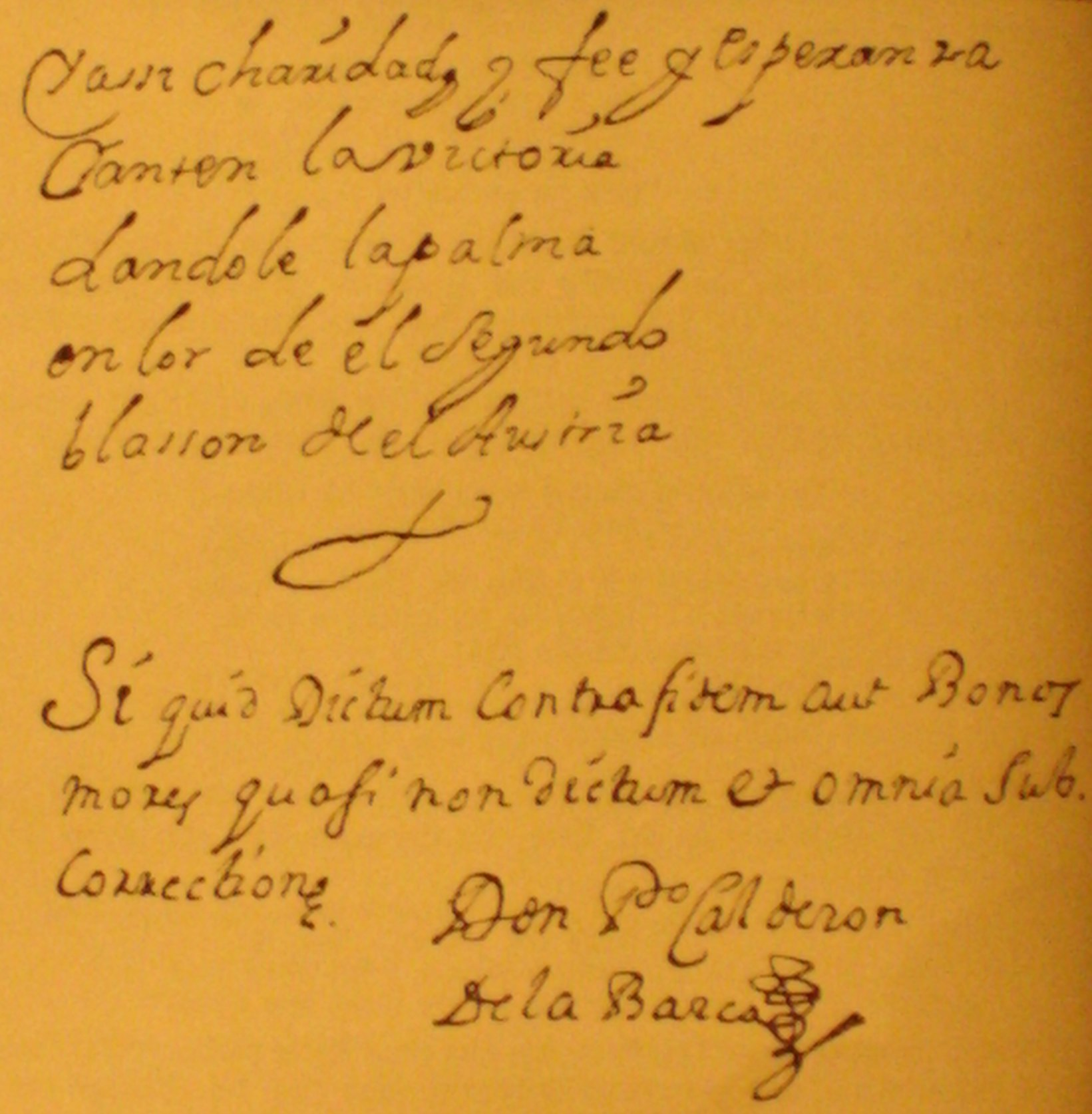
Faksimile einer Handschrift von Calderón

- Es existieren jedoch Dokumente, die belegen, dass Calderón während dieser Zeit tatsächlich in Madrid lebte. 1629 wurde sein Bruder Diego erstochen. Der Täter suchte Zuflucht in dem Nonnenkloster der Heiligen Dreieinigkeit. Calderón drang zusammen mit Freunden in das Kloster ein und versuchte, den Täter gefangen zu nehmen. Dieses Sakrileg wurde vom bekannten Priester Hortensio Félix Paravicino während einer Predigt dem spanischen König Philipp IV. gemeldet. Calderón verteidigte sich mit der Schrift El Príncipe constante gegen die Anschuldigungen, wurde aber dennoch eingesperrt. Er blieb nur kurze Zeit im Gefängnis und gewann in den folgenden Jahren rasch Ansehen als hervorragender Dramatiker.

Nach dem Tod von Lope de Vega 1635 übernahm er dessen Stelle als Hofdramatiker. Er wurde als der beste Dramatiker seiner Zeit anerkannt. Ein Band seiner Stücke, den sein Bruder José 1636 herausgab, enthielt die zur damaligen Zeit gefeierten Werke wie La Vida es sueño (Das Leben ein Traum), El Purgatorio de San Patricio (Das Fegefeuer des heiligen Patricius), La Devoción de la Cruz, La Dama duende (Dame Kobold) und Peor está que estaba. 1636 bis 1637 wurde Calderón von Philipp IV., der bereits eine Reihe von Stücken für das königliche Theater in Buen Retiro in Auftrag gegeben hatte, zum Ritter des Santiagoordens gemacht. Er war beim Publikum genauso beliebt wie Lope de Vega auf dem Höhepunkt seines Ruhms.
Trotz dieser Stellung trat er am 28. Mai 1640 einer Einheit von berittenen Kürassieren bei, die vom spanischen Feldherrn Olivares zusammengestellt wurde. Er nahm am spanischen Feldzug gegen das abtrünnige Katalonien teil und tat sich vor allem durch seinen Edelmut in der Stadt Tarragona hervor. Als seine Gesundheit schwer angeschlagen war (einige Biographen sprechen von einer Verwundung), trat er im November 1642 aus der spanischen Armee aus. Drei Jahre später erhielt er für seine geleisteten Dienste eine Pension.

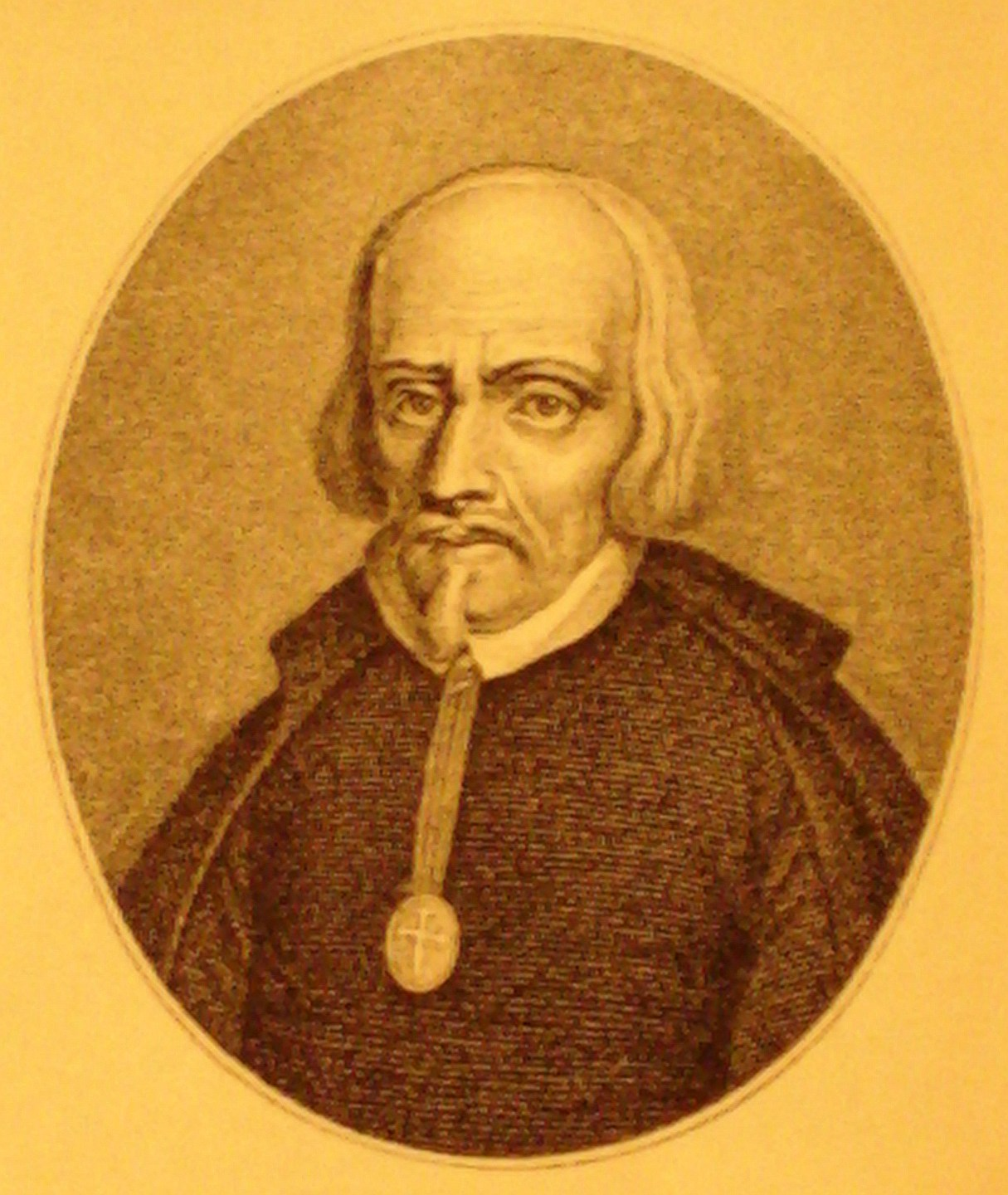
Pedro Calderón im Amt eines Priesters

Die Geschichte seines Lebens während der nächsten Jahre liegt weitgehend im Dunkeln. Es scheint, dass er, bedingt durch den Tod seiner Frau, in den Jahren 1648 und 1649 mit schweren persönlichen Problemen zu kämpfen hatte und sich wieder der Kirche zuwandte. Im Jahr 1650 trat er dem Franziskanerorden bei. 1651 empfing er die Priesterweihe und wurde Pfarrer einer Gemeinde in dem Ort San Salvador in Madrid. Er hatte die Absicht, nie wieder ein Stück für das Theater zu schreiben. Er hielt sich daran, bis er 1653 Kaplan in Toledo wurde. Danach begann er einen großen Teil seiner Zeit mit dem Verfassen von Autos sacramentales zu verbringen. Sie wurden mit großem Aufwand zu Fronleichnam und in den darauffolgenden Wochen aufgeführt. 1662 wurden zwei von Calderóns Autos (Las órdenes militares und Mística y real Babilonia) zum Gegenstand einer Ermittlung der spanischen Inquisition. Sie zensierte das Erste der beiden Stücke und konfiszierte die Manuskripte. 1671 wurde das Urteil jedoch wieder aufgehoben.

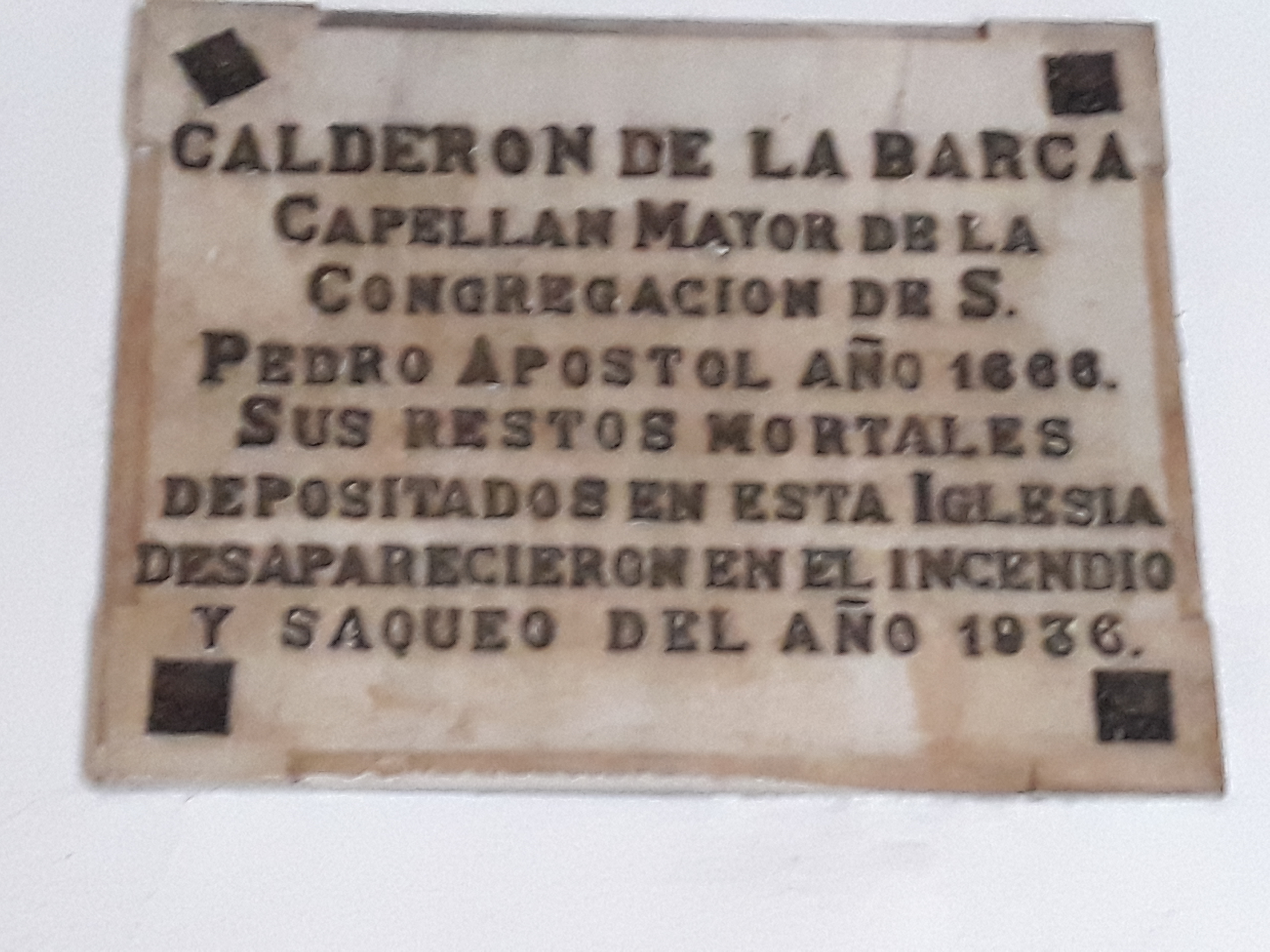
Gedenktafel für das 1936 bei einem Feuer zerstörte Grab von Pedro Calderón de la Barca in der Kirche Nuestra Señora De Los Dolores in Madrid.

1663 ernannte der spanische König Philipp IV. Calderón zum Hofkaplan. Dieses Amt behielt er auch nach dem 1665 erfolgten Regierungsantritt von Karl II. Im Alter von 81 Jahren schrieb er sein letztes weltliches Stück, Hado y Divisa de Leonido y Marfisa zu Ehren der Heirat von Karl II. mit Marie-Louise von Bourbon. Trotz seiner Position am Hof verbrachte er seine letzten Jahre in Armut.

## Literarische Bewertung
Das Werk Calderóns stellt den ersten Höhepunkt des spanischen Theaters dar. Im Vergleich mit dem volkstümlicheren und oft originelleren Lope de Vega (Vega Carpio) verkörpert er die strengere Kunst, gepaart mit tiefgründiger Philosophie. Von Calderón sind ca. 120 Dramen (sogenannte Comedias) und 80 Fronleichnamsspiele erhalten. Zudem schrieb er etliche Entremés, Libretti für Opern und Zarzuelas.
Im 17. Jahrhundert galt Calderón als unbestrittener Meister des spanischen Theaters; erst die deutsche Klassik und Romantik hat ihn wiederentdeckt. Exemplarische Werke wurden von August Wilhelm Schlegel übersetzt; auch E. T. A. Hoffmann widmete sich, als er 1806–1813 in Bamberg weilte, der Übersetzung von Calderón ins Deutsche. Noch heute finden im Juli Calderón-Festspiele in der Alten Hofhaltung von Bamberg als Freilufttheater statt. Sie werden von dem heutigen E.T.A.-Hoffmann-Theater ausgerichtet.
Goethe widmete Calderón einen Vers in seinem West-östlichen Divan.
Schopenhauer nannte Calderóns Werk La vida es sueño das philosophische Schauspiel par excellence.
Der tschechische Sprachwissenschaftler Václav Černý entdeckte 1960 in der Schlossbibliothek von Mladá Vožice die bis dahin unbekannte Handschrift des Calderón-Dramas „El gran duque de Gandía“. Er bereitete die Handschrift für die Herausgabe durch die Tschechoslowakische Akademie der Wissenschaften vor. Das Werk erschien 1963 unter dem Originaltitel in einer Auflage von 3000 Exemplaren. Für die Einleitung und das Glossar benutzte Václav Černý das Französische. Am 24. Mai 1966 wurde das über 300 Jahre verschollene Drama im Rahmen der Wiener Festwochen unter dem veränderten Titel „Die Welt ist Trug“ uraufgeführt. Regie und Bearbeitung oblag Ulrich Baumgartner.

## Werke

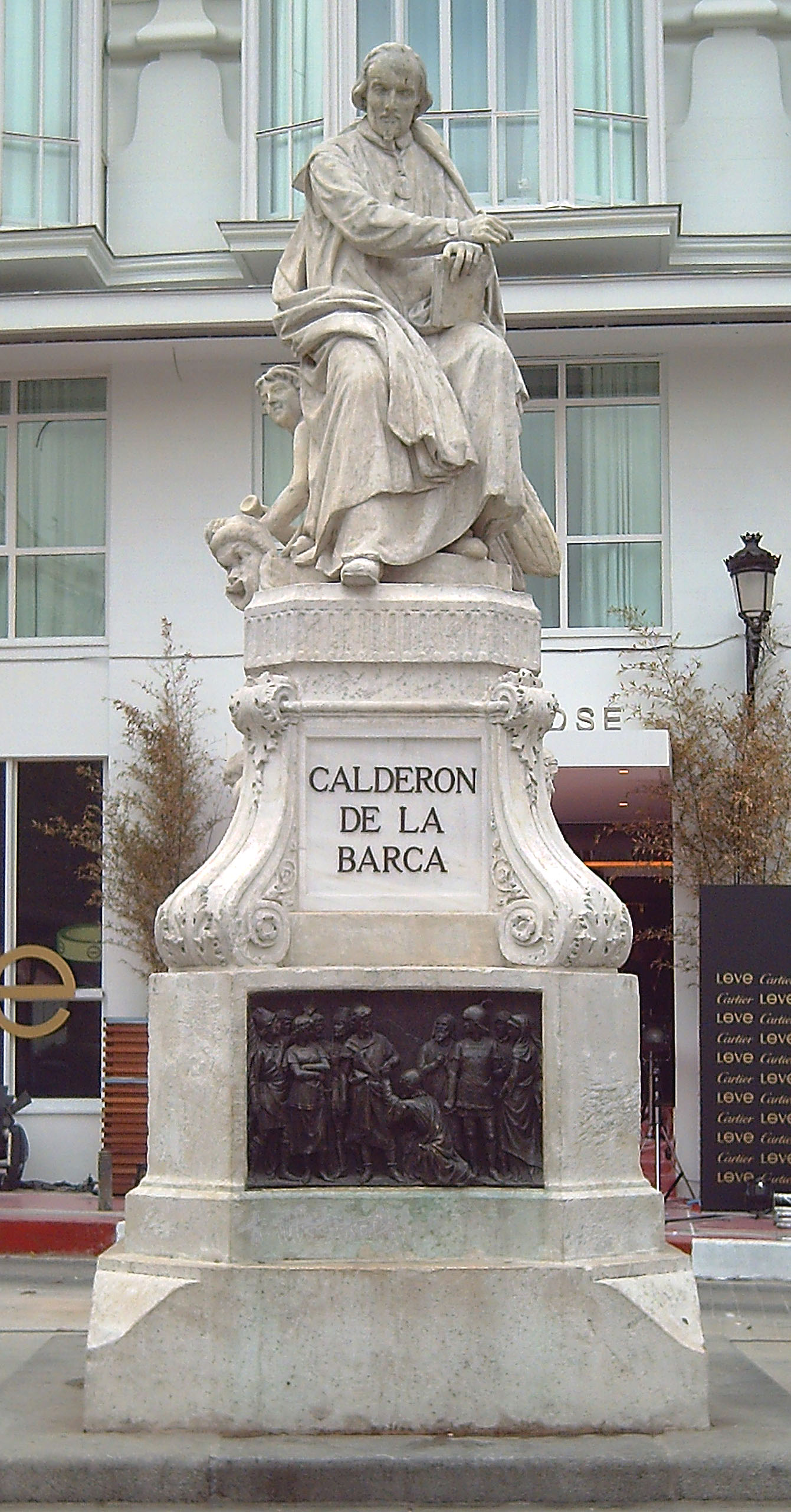
Calderón-Denkmal in Madrid (J. Figueras, 1878).

- La cisma de Inglaterra. Historisches Drama 1627 (dt. Das Schisma von England. 1875)
- Casa con dos puertas, mala es de guardar. Versdrama 1629 (dt. Ein Haus, das zwei Eingänge hat, ist hart zu bewahren. 1753)
- La dama duende. Mantel- und Degenkomödie 1629 (dt. Dame Kobold. 1822); Vertonungen: Joachim Raff, Oper 1870; Felix von Weingartner, Wien 1916; Gerhard Wimberger, Oper 1964.
- La banda y la flor. Schauspiel 1632 (dt. Die Schärpe und die Blume. 1803); Vertonung: E.T.A. Hoffmann: Liebe und Eifersucht., Oper.
- La cena del rey Baltasar. Auto sacramental 1632 (dt. Das Nachtmahl des Balthasar. 1846; Übersetzung: Joseph von Eichendorff); Bearbeitung: Reinhold Schneider: Das Spiel vom Menschen Belsazar. 1949.
- La devoción de la cruz. Schauspiel 1634 (dt. Die Andacht zum Kreuz. 1803; Übersetzung: August Wilhelm Schlegel); Bearbeitung: Albert Camus, La dévotion de la croix. 1953.
- A secreto agravio secreta venganza. Drama 1636 (dt. Für heimliche Beleidigung heimliche Rache. 1844)
- El príncipe constante. Versdrama 1636 (dt. Der standhafte Prinz. 1809; Übersetzung: August Wilhelm Schlegel)
- La vida es sueño. Versdrama 1636 (dt. Das Leben ein Traum, 1816); Bearbeitungen: Franz Grillparzer, Der Traum ein Leben. 1840; Hugo von Hofmannsthal, Der Turm, 1925; Vertonung: G. F. Malipiero, La vita è sogno, Oper 1943.
- El mayor monstruo del mundo. Schauspiel 1637 (dt. Herodes, der Kindermörder. 1645); Bearbeitungen: Friedrich Rückert, 1844; Friedrich Hebbel, 1850.
- El médico de su honra. Versdrama 1637 (dt. Der Arzt seiner Ehre. 1840)
- Los dos amantes del cielo. Religiöses Drama um 1640 (dt. Chrysanthus und Daria. 1845)
- El Purgatorio de San Patricio. Schauspiel 1640 (dt. Das Fegefeuer des heiligen Patricius. 1824; Übersetzung: Alois Jeitteles)
- El secreto a voces. comedia palatina 1642 (dt. Das laute Geheimnis. 1817; Übersetzung: Johann Diederich Gries)
- El pintor de su deshonra. Versdrama 1650 (dt. Der Maler seiner Schande. 1827)
- El alcalde de Zalamea. Versdrama 1651 (dt. Der Richter von Zalamea. 1822); Verfilmungen: Deutschland 1920 (Regie: Ludwig Berger); Spanien 1954 (Regie: José Gutiérrez Maesso); DDR 1956 (Regie: Martin Hellberg); Spanien 1972 (Regie: Mario Camus)
- La hija del aire. Schauspiel 1653 (dt. Die Tochter der Luft. 1821 und 1992[3])
- El gran teatro del mundo, Allegorisches religiöses Schauspiel (auto sacramental), 1655 (dt. Das große Welttheater. 1846; Übersetzung: Joseph von Eichendorff); Bearbeitung: Hugo von Hofmannsthal, Das Salzburger große Welttheater. 1922
- Guárdate del agua mansa. Verskomödie 1657 (dt. Hüte dich vor stillem Wasser. 1824)
- Eco y Narciso. Drama um 1661 (dt. Echo und Narcissus. 1819–25)
- El mágico prodigioso. Schauspiel 1663 (dt. Der wundertätige Magus. 1816); Vertonung: Joseph Gabriel Rheinberger, Bühnenmusik 1864.
- La niña de Gómez Arias. Versdrama 1672 (dt. Die Tochter des Gómez Arias. 1840)

## Literatur

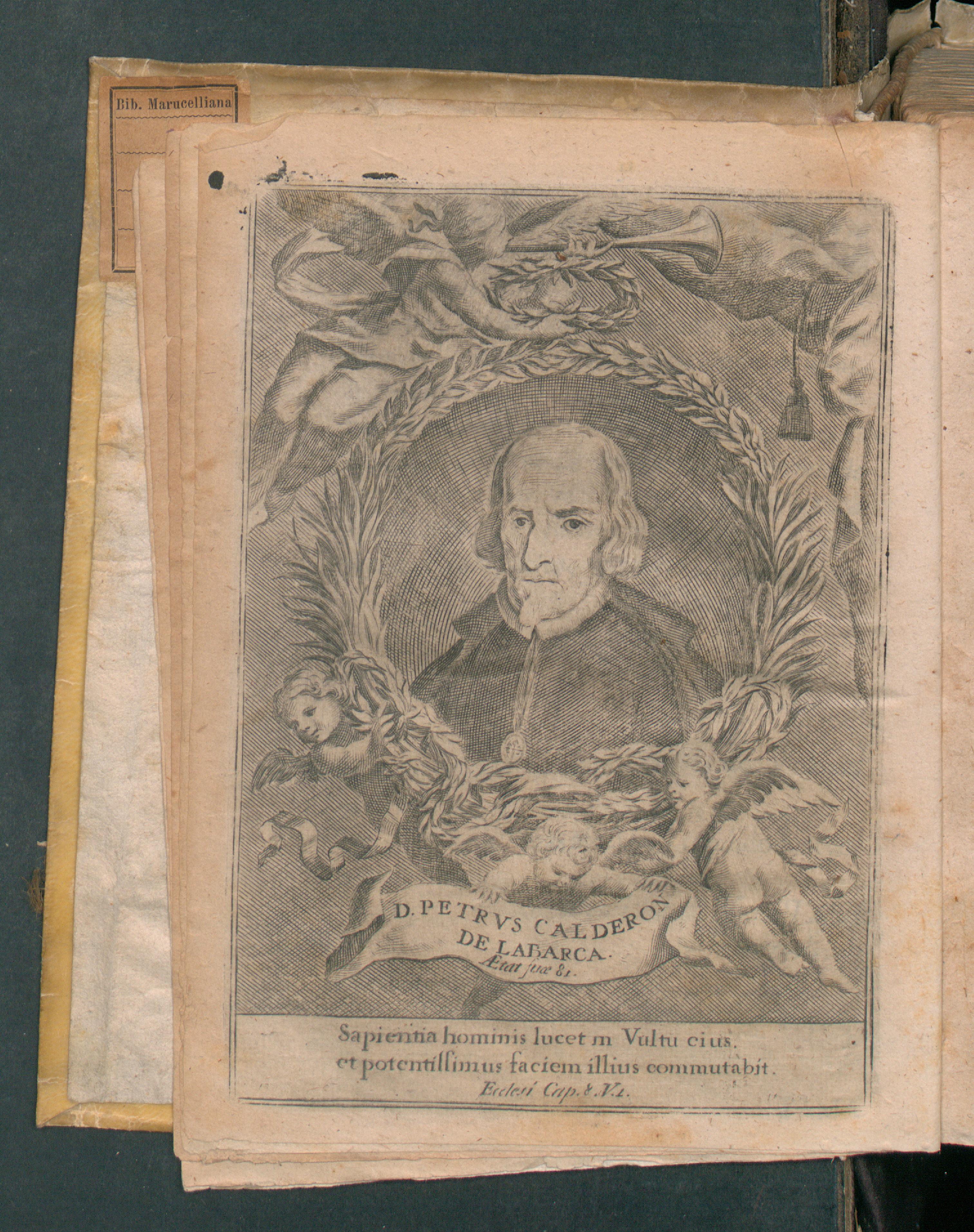
Comedias verdaderas, 1726